# Aleutiaster
Aleutiaster is een geslacht van zeesterren uit de familie Ganeriidae.

## Soort
- Aleutiaster schefferi A.H. Clark, 1939